# Кубок Ліхтенштейну з футболу 2019—2020
Кубок Ліхтенштейну з футболу 2019–2020 — 75-й розіграш кубкового футбольного турніру в Ліхтенштейні. Титул захищав Вадуц. У зв'язку з Пандемією COVID-19 1 червня 2020 року Ліхтенштейнський футбольний союз вирішив припинити проведення турніру. Переможця визначено не було.

## Календар
| Раунд        | Дата                     | Матчі | Клуби   |
| ------------ | ------------------------ | ----- | ------- |
| Перший раунд | 27—28 серпня 2019        | 3     | 15 → 12 |
| Другий раунд | 17—18 вересня 2019       | 4     | 12 → 8  |
| 1/4 фіналу   | 23—30 жовтня 2019        | 4     | 8 → 4   |
| 1/2 фіналу   | 11 березня-7 квітня 2020 | 2     | 4 → 2   |
| Фінал        |                          | 1     | 2 → 1   |

## Перший раунд
| Команда 1      | Рахунок | Команда 2   |
| -------------- | ------- | ----------- |
| 27 серпня 2019 |         |             |
| Вадуц III      | 0:6     | Трізен      |
| 28 серпня 2019 |         |             |
| Трізенберг II  | 3:4     | Шан II      |
| Трізен II      | 0:1     | Бальцерс II |

## Другий раунд
| Команда 1       | Рахунок      | Команда 2      |
| --------------- | ------------ | -------------- |
| 17 вересня 2019 |              |                |
| Шан II          | 3:3 пен. 7:6 | Руггелль II    |
| Шан             | 5:3 дч       | Ешен-Маурен II |
| Ешен-Маурен III | 1:3 дч       | Трізенберг     |
| 18 вересня 2019 |              |                |
| Бальцерс II     | 2:4          | Трізен         |

## 1/4 фіналу
| Команда 1      | Рахунок | Команда 2   |
| -------------- | ------- | ----------- |
| 23 жовтня 2019 |         |             |
| Трізенберг     | 0:5     | Руггелль    |
| 29 жовтня 2019 |         |             |
| Шан II         | 0:7     | Бальцерс    |
| Трізен         | 1:3     | Вадуц       |
| 30 жовтня 2019 |         |             |
| Шан            | 0:3     | Ешен-Маурен |

## 1/2 фіналу
| Команда 1       | Рахунок | Команда 2   |
| --------------- | ------- | ----------- |
| 11 березня 2020 |         |             |
| Бальцерс        | 1:6     | Вадуц       |
| 8 квітня 2020   |         |             |
| Руггелль        | :       | Ешен-Маурен |